# Falito
Rafael García Vázquez (La Felguera, Asturias, España, 9 de marzo de 1947) es un exfutbolista español que se desempeñaba como defensa.

## Clubes
| Club          | País   | Año       |
| ------------- | ------ | --------- |
| U. P. Langreo | España | 1967-1971 |
| Granada C. F. | España | 1971-1978 |